# Mzurki
Mzurki [pronunciación en polaco: /ˈmzurki/] es un pueblo ubicado en el distrito administrativo de Gmina Wola Krzysztoporska, dentro del Distrito de Piotrków, Voivodato de Łódź, en Polonia central. Se encuentra aproximadamente a 11 kilómetros al noroeste de Wola Krzysztoporska, a 15 kilómetros al oeste de Piotrków Trybunalski, y a 41 kilómetros al sur de la capital regional Łódź.